# Тур де Ски 2011/2012
Тур де Ски 2011/2012 — шестая в истории многодневная лыжная гонка под эгидой Международной федерации лыжного спорта. Стартовала 29 декабря 2011 года в немецком Оберхофе, а финишировала 8 января 2012 года на склоне горы Альпе де Чермис в Италии. 
Свою третью в карьере и вторую подряд победу в Тур де Ски одержал швейцарец Дарио Колонья, а у женщин сильнейшей третий раз подряд стала Юстина Ковальчик из Польши.

## Этапы

### Мужчины
| Дата            | Место проведения | Дисциплина                   | Победитель       | Второе место    | Третье место      |
| --------------- | ---------------- | ---------------------------- | ---------------- | --------------- | ----------------- |
| 29 декабря 2011 | Оберхоф          | 4 км Пролог СС               | Петтер Нортуг    | Дарио Колонья   | Морис Манифика    |
| 30 декабря 2011 | Оберхоф          | 15 км Гонка преследования КС | Аксель Тайхман   | Петтер Нортуг   | Дарио Колонья     |
| 31 декабря 2011 | Оберстдорф       | 1,2 км Спринт КС             | Никита Крюков    | Алексей Петухов | Николай Морилов   |
| 1 января 2012   | Оберстдорф       | 10+10 км Скиатлон КС+СС      | Петтер Нортуг    | Дарио Колонья   | Максим Вылегжанин |
| 3 января 2012   | Тоблах           | 5 км Индивидуальная гонка КС | Александр Легков | Эльдар Рённинг  | Дарио Колонья     |
| 4 января 2012   | Тоблах           | 1,3 км Спринт СС             | Николай Морилов  | Петтер Нортуг   | Дарио Колонья     |
| 5 января 2012   | Тоблах           | 35 км Гонка преследования СС | Дарио Колонья    | Петтер Нортуг   | Александр Легков  |
| 7 января 2012   | Валь-ди-Фьемме   | 20 км Масс старт КС          | Эльдар Рённинг   | Алекс Харви     | Дарио Колонья     |
| 8 января 2012   | Валь-ди-Фьемме   | 9 км Финальная гора СС       | Александр Легков | Морис Манифика  | Маркус Хельнер    |

### Женщины
| Дата            | Место проведения  | Дисциплина                           | Победитель       | Второе место     | Третье место     |
| --------------- | ----------------- | ------------------------------------ | ---------------- | ---------------- | ---------------- |
| 29 декабря 2011 | Оберхоф           | 2,5 км свободным стилем пролог       | Юстина Ковальчик | Марит Бьорген    | Ханна Бродин     |
| 30 декабря 2011 | Оберхоф           | 10 км классикой преследование        | Юстина Ковальчик | Тереза Йохауг    | Марит Бьорген    |
| 31 декабря 2011 | Оберсдорф         | Спринт классикой                     | Юстина Ковальчик | Марит Бьорген    | Астрид Якобсен   |
| 1 января 2012   | Оберсдорф         | 10 км пасьют                         | Марит Бьорген    | Юстина Ковальчик | Тереза Йохауг    |
| 3 января 2012   | Доббьяко          | 3 км спринт классическим             | Марит Бьорген    | Юстина Ковальчик | Астрид Якобсен   |
| 4 января 2012   | Доббьяко          | Спринт свободным стилем              | Марит Бьорген    | Киккан Рэндалл   | Юстина Ковальчик |
| 5 января 2012   | Кортина-д’Ампеццо | 15 км свободным стилем преследование | Марит Бьорген    | Юстина Ковальчик | Тереза Йохауг    |
| 7 января 2012   | Валь-ди-Фьемме    | 10 км классикой масс-старт           | Юстина Ковальчик | Марит Бьорген    | Шарлотт Калла    |
| 8 января 2012   | Валь-ди-Фьемме    | 9 км свободным стилем Финальная гора | Тереза Йохауг    | Юстина Ковальчик | Марит Бьорген    |

## Результаты

### Мужчины
| Место | Лыжник           | Страна    | Время     |
| ----- | ---------------- | --------- | --------- |
| 1.    | Дарио Колонья    | Швейцария | 4:33:17,2 |
| 2.    | Маркус Хельнер   | Швеция    | +1:02,3   |
| 3.    | Петтер Нортуг    | Норвегия  | +1:44,6   |
| 4.    | Девон Кершоу     | Канада    | +2:09,4   |
| 5.    | Александр Легков | Россия    | +2:59,1   |

| Место | Лыжник         | Страна    | Очки |
| ----- | -------------- | --------- | ---- |
| 1.    | Дарио Колонья  | Швейцария | 236  |
| 2.    | Петтер Нортуг  | Норвегия  | 233  |
| 3.    | Маркус Хельнер | Швеция    | 112  |

### Женщины
| Место | Лыжница             | Страна    | Время     |
| ----- | ------------------- | --------- | --------- |
| 1.    | Юстина Ковальчик    | Польша    | 2:52:45,0 |
| 2.    | Марит Бьорген       | Норвегия  | +28,2     |
| 3.    | Тереза Йохауг       | Норвегия  | +3:57,8   |
| 4.    | Криста Ляхтеэнмяки  | Финляндия | +6:48,6   |
| 5.    | Марта Кристофферсен | Норвегия  | +6:55,1   |

| Место | Лыжница          | Страна   | Очки |
| ----- | ---------------- | -------- | ---- |
| 1.    | Юстина Ковальчик | Польша   | 244  |
| 2.    | Марит Бьорген    | Норвегия | 226  |
| 3.    | Шарлотт Калла    | Швеция   | 100  |